# 希伯來 (印第安納州)
希伯來（英語：Hebron）是一個位於美國印地安納州波特縣的城鎮。

## 人口
根據2010年美國人口普查的數據，希伯來的面積為4.92平方千米，當中陸地面積為4.92平方千米，而水域面積為0.00平方千米。當地共有人口3724人，而人口密度為每平方千米757人。